# Liste des titres musicaux numéro un aux États-Unis en 1990
Cette page liste les titres musicaux ayant le plus de succès au cours de l'année 1990 aux États-Unis d'après le magazine Billboard.

## Historique
| Date          | Artiste(s)                           | Titre                                        | Référence |
| ------------- | ------------------------------------ | -------------------------------------------- | --------- |
| 6 janvier     | Phil Collins                         | Another Day in Paradise                      |           |
| 13 janvier    | Phil Collins                         | Another Day in Paradise                      |           |
| 20 janvier    | Michael Bolton                       | How Am I Supposed to Live Without You        |           |
| 27 janvier    | Michael Bolton                       | How Am I Supposed to Live Without You        |           |
| 3 février     | Michael Bolton                       | How Am I Supposed to Live Without You        |           |
| 10 février    | Paula Abdul & The Wild Pair          | Opposites Attract                            |           |
| 17 février    | Paula Abdul & The Wild Pair          | Opposites Attract                            |           |
| 24 février    | Paula Abdul & The Wild Pair          | Opposites Attract                            |           |
| 3 mars        | Janet Jackson                        | Escapade                                     |           |
| 10 mars       | Janet Jackson                        | Escapade                                     |           |
| 17 mars       | Janet Jackson                        | Escapade                                     |           |
| 24 mars       | Alannah Myles                        | Black Velvet                                 |           |
| 31 mars       | Alannah Myles                        | Black Velvet                                 |           |
| 7 avril       | Taylor Dayne                         | Love Will Lead You Back                      |           |
| 14 avril      | Tommy Page                           | I'll Be Your Everything                      |           |
| 21 avril      | Sinéad O'Connor                      | Nothing Compares 2 U                         |           |
| 28 avril      | Sinéad O'Connor                      | Nothing Compares 2 U                         |           |
| 5 mai         | Sinéad O'Connor                      | Nothing Compares 2 U                         |           |
| 12 mai        | Sinéad O'Connor                      | Nothing Compares 2 U                         |           |
| 19 mai        | Madonna                              | Vogue                                        |           |
| 26 mai        | Madonna                              | Vogue                                        |           |
| 2 juin        | Madonna                              | Vogue                                        |           |
| 9 juin        | Wilson Phillips                      | Hold On (en)                                 |           |
| 16 juin       | Roxette                              | It Must Have Been Love                       |           |
| 23 juin       | Roxette                              | It Must Have Been Love                       |           |
| 30 juin       | New Kids on the Block                | Step by Step                                 |           |
| 7 juillet     | New Kids on the Block                | Step by Step                                 |           |
| 14 juillet    | New Kids on the Block                | Step by Step                                 |           |
| 21 juillet    | Glenn Medeiros featuring Bobby Brown | She Ain't Worth It                           |           |
| 28 juillet    | Glenn Medeiros featuring Bobby Brown | She Ain't Worth It                           |           |
| 4 août        | Mariah Carey                         | Vision of Love                               |           |
| 11 août       | Mariah Carey                         | Vision of Love                               |           |
| 18 août       | Mariah Carey                         | Vision of Love                               |           |
| 25 août       | Mariah Carey                         | Vision of Love                               |           |
| 1er septembre | Sweet Sensation                      | If Wishes Came True                          |           |
| 8 septembre   | Jon Bon Jovi                         | Blaze of Glory                               |           |
| 15 septembre  | Wilson Phillips                      | Release Me (en)                              |           |
| 22 septembre  | Wilson Phillips                      | Release Me (en)                              |           |
| 29 septembre  | Nelson (en)                          | (Can't Live Without Your) Love and Affection |           |
| 6 octobre     | Maxi Priest                          | Close to You                                 |           |
| 13 octobre    | George Michael                       | Praying for Time                             |           |
| 20 octobre    | James Ingram                         | I Don't Have the Heart                       |           |
| 27 octobre    | Janet Jackson                        | Black Cat                                    |           |
| 3 novembre    | Vanilla Ice                          | Ice Ice Baby                                 |           |
| 10 novembre   | Mariah Carey                         | Love Takes Time                              |           |
| 17 novembre   | Mariah Carey                         | Love Takes Time                              |           |
| 24 novembre   | Mariah Carey                         | Love Takes Time                              |           |
| 1er décembre  | Whitney Houston                      | I'm Your Baby Tonight                        |           |
| 8 décembre    | Stevie B                             | Because I Love You (The Postman Song)        |           |
| 15 décembre   | Stevie B                             | Because I Love You (The Postman Song)        |           |
| 22 décembre   | Stevie B                             | Because I Love You (The Postman Song)        |           |
| 29 décembre   | Stevie B                             | Because I Love You (The Postman Song)        |           |